# Кіпр на зимових Олімпійських іграх 1984
Кіпр на зимових Олімпійських іграх 1984 в Сараєво (Югославія), була представлена 5 спортсменами (4 чоловіками та однією жінкою) в одному виді спорту — гірськолижний спорт. Країна вдруге взяла участь в зимових Олімпійських іграх. Кіпріотські спортсмени не здобули жодної медалі.

## Спортсмени
| Вид спорту          | Чоловіки | Жінки | Всього |
| ------------------- | -------- | ----- | ------ |
| Гірськолижний спорт | 4        | 1     | 5      |
| Усього              | 4        | 1     | 5      |

## Гірськолижний спорт
| Спортсмен        | Дисципліна                   | Спуск 1           | Спуск 1 | Спуск 2 | Спуск 2 | Разом             | Разом |
| Спортсмен        | Дисципліна                   | Час               | Місце   | Час     | Місце   | Час               | Місце |
| ---------------- | ---------------------------- | ----------------- | ------- | ------- | ------- | ----------------- | ----- |
| Павлос Фотіадіс  | гігантський слалом, чоловіки | не фінішував      | –       | –       | –       | не фінішував      | –     |
| Ламброс Ламбру   | гігантський слалом, чоловіки | 1:56.46           | 78      | 1:59.51 | 69      | 3:55.97           | 70    |
| Гіаннос Піпіс    | гігантський слалом, чоловіки | 1:56.18           | 76      | 2:11.55 | 75      | 4:07.73           | 75    |
| Алексіс Фотіадіс | гігантський слалом, чоловіки | 1:52.98           | 73      | 2:01.05 | 70      | 3:54.03           | 69    |
| Павлос Фотіадіс  | слалом, чоловіки             | дискваліфікований | –       | –       | –       | дискваліфікований | –     |
| Алексіс Фотіадіс | слалом, чоловіки             | не фінішував      | –       | –       | –       | не фінішував      | –     |
| Гіаннос Піпіс    | слалом, чоловіки             | 1:30.69           | 66      | 1:30.83 | 47      | 3:01.52           | 47    |
| Ламброс Ламбру   | слалом, чоловіки             | 1:17.27           | 58      | 1:17.35 | 42      | 2:34.62           | 41    |
| Ліна Аристодіму  | гігантський слалом, жінки    | 1:29.22           | 50      | 1:34.23 | 43      | 3:03.45           | 43    |
| Ліна Аристодіму  | слалом, жінки                | 1:08.53           | 26      | 1:11.11 | 21      | 2:19.64           | 21    |